# 평창 김씨
평창 김씨(平昌金氏)는 강원특별자치도 평창군을 본관으로 하는 한국의 성씨이다.
시조 김명응(金鳴應)은 신라 경순왕의 후손으로 전해진다.

## 참고 자료
- “평창김씨(平昌金氏)”. 뿌리를 찾아서.[깨진 링크(과거 내용 찾기)]